# Alexandre Paley
Alexandre Paley   (Chisinau, 9 de gener de 1956), nascut Aleksandr Beniamínovitx Palei, rus: Алекса́ндр Беньями́нович Пале́й, és un pianista i director d'orquestra moldavo-estatunidenc

## Biografia
Va començar els seus estudis de piano als sis anys. Va donar el seu primer recital als tretze anys i va guanyar el primer premi a la competició nacional de Moldàvia als setze. Després va completar (el 1981) els seus estudis al Conservatori de Moscou a les classes de Bella Davidovich i Vera Gornostàieva. El 1984, Alexandre Paley va guanyar el primer premi al Concurs Internacional Johann Sebastian Bach de Leipzig i el Premi Bösendorfer. El 1986 va guanyar el Gran Premi a la primera competició internacional "Pantcho-Vladiguerov" a Bulgària.
Es divideix entre els Estats Units (on va emigrar el 1988) i Europa per a gires de recitals i concerts amb orquestra. Toca amb grups de prestigi, incloent l'Orquestra Simfònica Nacional i l'Orquestra Filharmònica de Los Angeles als Estats Units, l'Orquestra Simfònica NDR d'Alemanya, l'Orquestra Nacional de França, l'Orchestre philharmonique de Radio France, L'Orquestra Filharmònica d'Estrasburg, el Monte -Orquestra Filharmònica Carlo, l'Orquestra Nacional de Montpeller. Els seus concerts es porten a terme a llocs de renom, com el "Gewandhaus" de Leipzig, el "Concertgebouw" d'Amsterdam o la "Salle Pleyel" de París.
També molt actiu com a músic de cambra, Alexandre Paley toca amb artistes com Bella Davidovich (piano) i Mstislav Rostropovich (violoncel), Dmitri Makhtin (violí) i Alexandre Kniazev (violoncel), o amb els Quartets Vermeer, el Quartet de Belles Arts, Quartet Anton, Ysaÿe i Appleman.
Des de 1995, Alexandre Paley és el director artístic i el principal intèrpret del festival "Alexandre Paley et ses Amis" que té lloc cada any al Moulin d'Andé (França) i al Festival de Richmond (Estats Units).
El 2003 va marcar el seu triomf al Festival de La Roque-d'Anthéron, al que va seguir una gira per França amb l'Orquestra Filharmònica de Sant Petersburg. Ha actuat durant diversos anys davant del públic francès en els festivals més grans (com el "Festival Piano aux Jacobins").
Un infatigable virtuós del piano, de renom internacional, la seva naturalesa reservada no ha d'emmascarar una forta personalitat i una sensibilitat extremadament rara, a més d'una generositat molt gran, especialment durant els seus concerts on, per a delit del públic, pot donar molts bis. Alexandre Paley va gravar al teatre "Saint-Bonnet" de Bourges, 2 sonates de Schumann (fa # min i sol min), les obres completes de Jean-Philippe Rameau i les sonates completes de Joseph Haydn.

## Repertori
D'un recital de les Variacions Goldberg i de la Suite Française núm. 5 de Bach, el Washington Post va escriure:
| « | <Aquest recital és extremadament rar. La primera part va ser tan commovedora que l'entreacte es va convertir en un descans deliciós, tant l'oportunitat d'assaborir el sublim art que s'acaba d'escoltar, com el plaer de saber que encara queden grans emocions per venir.> | » |

Alexandre Paley va enregistrar, el setembre del 2004 (amb l'Orquestra Filharmònica d'Estrasburg) un CD dedicat a la música del compositor contemporani Jean-Louis Agobet, guardonat als "Victoires de la musique classique" el 2006. A més, el Festival Internacional de Música de Besançon Franche- Comté i el Festival Sucy li van demanar, el 2006, que completés les sonates de Wolfgang Amadeus Mozart en 24 hores.
Alexandre Paley és un intèrpret privilegiat de les obres de Franz Liszt.

## Discografia
- Weber: Piano Music, Vol.1 à 4 (1994)
- Scriabin:Etudes (Complete) (1997)
- Chopin: La Ci Darem Variations (1999)
- Silver: Piano Concerto / Six Preludes (2003)
- Bach, J.S.: Goldberg Variations (1994)
- Chopin: Piano Sonata No.3 / Ballades / Scherzos (2006)
- Balakirev: Complete Piano Works (2009)
- Rubinstein: Piano Concertos Nos.2 and 4 (2013)
- Tchaikovsky: Grande Sonate & The Seasons (2014)
- Rameau par Alexander Paley (2014)
- Rameau: suite en Mi & Suite en Ré (2015)
- Medtner & Rachmaninov (2016)